# Haldorus drepanus
Haldorus drepanus är en insektsart som beskrevs av Cheng 1980. Haldorus drepanus ingår i släktet Haldorus och familjen dvärgstritar. Inga underarter finns listade i Catalogue of Life.